# Zana Ramadani
Zana Ramadani (* 10. Januar 1984 in Skopje, Jugoslawien, heute Nordmazedonien) ist eine deutsche Autorin und ehemalige Aktivistin von Femen. Sie war Vorsitzende und Mitbegründerin des Vereins Femen Germany e. V.

## Leben
Zana Ramadani wuchs als ältestes Kind einer muslimischen, ethnisch albanischen Familie zunächst in Skopje in der zur SFR Jugoslawien gehörenden SR Makedonien auf. Nach ihren Worten spürte sie bereits als Kind stark, wie sie in der Großfamilie gegenüber ihren Vettern benachteiligt wurde, weshalb ihr liberal-muslimischer Vater mit seiner Familie in eine makedonische (nichtmuslimische) Nachbarschaft zog und Zana in eine makedonischsprachige Schule schickte. Als Siebeneinhalbjährige zog Ramadani mit ihrer Familie nach Deutschland, wo sie im Siegerland aufwuchs und auch ihr kleiner Bruder geboren wurde. In ihrer Familie erlebte sie Gewalt und Unterdrückung, die nach ihren Worten nicht von ihrem gebildeten Vater, sondern von ihrer konservativen Mutter ausgingen. In der örtlichen christlichen Gemeinde fühlte sie sich dagegen als Mädchen wertgeschätzt. Mit 18 Jahren floh sie vor der familiären Gewalt in ein Frauenhaus.
2009 erhielt Zana Ramadani die deutsche Staatsbürgerschaft und gab dafür die makedonische ab. Im selben Jahr heiratete sie ihren Lebenspartner, von dem sie sich 2014 nach zwölf gemeinsamen Jahren trennte. Im gleichen Jahr zog die gelernte Rechtsanwalts- und Notarfachangestellte berufsbedingt von Wilnsdorf-Wilden nach Berlin.
Ramadani ist Mutter von zwei Töchtern.

## Wirken
Ramadani kritisiert scharf die patriarchalen Strukturen im Islam und die Rolle der muslimischen Mütter: „Die Frauen sind die größten Unterdrücker der Töchter.“ Es gebe einen ausgesprochenen „Söhnchenkult“, „weil die Jungs zu Prinzen erzogen werden“. 2010 trat sie der CDU bei und war zeitweise Vorsitzende der Jungen Union in Wilnsdorf.
2013 war Ramadani Mitgründerin der Gruppe Femen, mit der sie im Mai desselben Jahres die Abschlussveranstaltung von „Germany’s Next Topmodel“ stürmte und mit nackten Brüsten das dort vermittelte sexistische Frauenbild anprangerte. Sie nahm außerdem an Podiumsdiskussionen des Zentralrats der Ex-Muslime teil.
Ihr Engagement bei Femen sorgte bei der CDU für Diskussionen. Im Januar 2015 verließ sie Femen. Als Grund nannte sie eine Aktion des ehemaligen Femen-Mitglieds Mercedes Reichstein, in deren Rahmen Reichstein ein Foto zu den Luftangriffen auf Dresden gepostet hatte, worauf auf ihren nackten Brüsten der Slogan „Bomber Harris, do it again“ stand. Als weiteren Grund nannte sie „Gender-Feministinnen“, die als Protest gegen die FIFA eine Deutschlandfahne auf dem Holocaust-Mahnmal verbrennen wollten.
Ihr Buch Die verschleierte Gefahr wurde 2017 im Münchener Europa Verlag veröffentlicht und erreichte die Spiegel-Bestsellerliste. Ramadani ist regelmäßige Gastautorin bei der Achse des Guten.
Inzwischen ist Ramadani eine der schärfsten Kritikerinnen der Gender Studies und der, wie sie sagt, mit ihnen verbundenen politischen Ideologie. Sie warnt vor der Einschränkung der Meinungsfreiheit und den daraus folgenden Gefahren für die Demokratie: „Mit den Pseudowissenschaften, wie Genderwissenschaften, wird unsere Gesellschaft gespalten, und wer nicht mitmacht, der wird exekutiert!“ 2023 brachte sie gemeinsam mit Peter Köpf zu diesem Thema das Buch Woke – Wie eine moralisierende Minderheit unsere Demokratie bedroht heraus.
Auf Grund ihres gesellschaftlichen Engagements, insbesondere seit Erscheinen ihres islamkritischen Bestsellers Die verschleierte Gefahr 2017, ist Zana Ramadani nach eigenen Angaben wiederholt Opfer von Einschüchterungsversuchen und Vergewaltigungs- und Morddrohungen. In einem Interview mit der Schweizer SonntagsZeitung im April 2017 äußerte sie, am heftigsten werde sie von „Gender-Feministinnen“ persönlich verbal angegriffen. Von konservativen Muslimen kämen dagegen keinerlei Kritiken, sondern allein Drohungen.

## Aktionen
Ende 2012 nahm Ramadani an einer Protestaktion gegen Prostitution und Menschenhandel in Deutschland vor dem Kölner Bordell Pascha teil, im Januar 2013 an einem Protest gegen das deutsche Prostitutionsgesetz und die Sexindustrie auf der Herbertstraße in Hamburg und im April 2013 an einem Protest vor der Wilmersdorfer Moschee als Solidaritätsaktion mit Amina Tyler.
Im Mai 2013 stürmte Ramadani zusammen mit Hellen Langhorst die Finalshow von Germany’s Next Topmodel, die in der SAP Arena in Mannheim stattfand; ihr Oberkörper war mit dem Slogan „SADISTIC SHOW“ beschriftet. Sie verurteilte den von Heidi Klum repräsentierten Sexismus mit den Worten: „Klum sagt minderjährigen Mädchen, dass sie sexy sein sollen. Davon habe ich die Schnauze voll.“ Im März 2014 nahm sie an einer Protestaktion während einer Podiumsdiskussion auf der Berliner Islamwoche im Roten Rathaus teil.
Am 1. Februar 2016 positionierte sie sich in einem Interview zu den Übergriffen in der Silvesternacht 2015/2016. Sie forderte verpflichtende Sprachkurse und Kurse in Bürgerkunde für Flüchtlinge und kritisierte: „Die Angst vor dem Rassismus-Vorwurf, der selbstverständlich jedes Mal erhoben wird, überwiegt die Angst vor der zukünftigen Entwicklung.“

## Schriften
- Woke – Wie eine moralisierende Minderheit unsere Demokratie bedroht. Quadriga Verlag, Köln 2023, ISBN 978-3-86995-133-1.
- Die verschleierte Gefahr. Die Macht der muslimischen Mütter und der Toleranzwahn der Deutschen. Europa Verlag, München 2017, ISBN 978-3-95890-077-6.
- Sexismus: Über Männer, Macht und Frauen. Europa Verlag, 2. März 2018, ISBN 978-3958901605.